# Baneka (peuple)
Pour les articles homonymes, voir Baneka.
Les Baneka sont des Ngoh Ni Nsongo une branche du peuple Sawa et une population vivant  dans la région du Littoral, le département du Moungo, les communes d'Ebone et Nkongsamba, dans des localités telles que Badjoki, Ekangté ou Ngalmoa.

## Langue
Ils parlent le baneka (ou maneka), une langue bantoue.